# Herrnberg (Oberscheinfeld)
Herrnberg (fränkisch: Hännbärch) ist ein Gemeindeteil des Marktes Oberscheinfeld im Landkreis Neustadt an der Aisch-Bad Windsheim (Mittelfranken, Bayern). Herrnberg liegt in der Gemarkung Oberscheinfeld.

## Geografie
Die Einöde liegt auf freier Flur auf einer Anhöhe des Steigerwaldes. Eine Gemeindeverbindungsstraße führt zur Staatsstraße 2257 (0,5 km nördlich) bzw. nach Schönaich zur Kreisstraße NEA 28 (1,4 km östlich).

## Geschichte
Der Ort wurde 1348 als „curia dicta zu dem berger“ erstmals urkundlich erwähnt. Er gehörte schon zu dieser Zeit zum bambergischen Amt Oberscheinfeld. Der Ortsname leitet sich vom Familiennamen Berger ab. Da der Hof auf einem Bergrücken liegt, ist davon auszugehen, dass der Familienname sich davon ableitet. 1452 wurde der Ort „Hernberger“ genannt, ab 1500 erscheint die heutige Form. Der Zusatz erklärt sich durch die unmittelbare Zugehörigkeit zum Amt Oberscheinfeld. 1801 bestand Herrnberg aus einem Hofgut, vier Häusern und vier Stadeln.
Im Rahmen des Gemeindeedikts (frühes 19. Jahrhundert) wurde Herrnberg dem Steuerdistrikt Oberscheinfeld und der Ruralgemeinde Oberscheinfeld zugeordnet.

### Einwohnerentwicklung
| Jahr      | 001818 | 001840 | 001861 | 001871 | 001885 | 001900 | 001925 | 001950 | 001961 | 001970 | 001987 |
| Einwohner | 14     | 13     | 15     | 17     | 23     | 16     | 20     | 16     | 14     | 15     | 11     |
| Häuser    | 3      | 2      |        |        | 2      | 2      | 2      | 2      | 2      |        | 2      |
| Quelle    | [ 7 ]  | [ 11 ] | [ 12 ] | [ 13 ] | [ 14 ] | [ 15 ] | [ 16 ] | [ 17 ] | [ 18 ] | [ 19 ] | [ 1 ]  |

## Religion
Herrnberg ist römisch-katholisch geprägt und bis heute nach St. Gallus (Oberscheinfeld) gepfarrt.